# Facundo Freitas
 (avril 2023).
La mise en forme du texte ne suit pas les recommandations de Wikipédia : il faut le « wikifier ».
Les points d'amélioration suivants sont les cas les plus fréquents :
- Les titres sont pré-formatés par le logiciel. Ils ne sont ni en capitales, ni en gras.
- Le texte ne doit pas être écrit en capitales (les noms de famille non plus), ni en gras, ni en italique, ni en « petit »…
- Le gras n'est utilisé que pour surligner le titre de l'article dans l'introduction, une seule fois.
- L'italique est rarement utilisé : mots en langue étrangère, titres d'œuvres, noms de bateaux, etc.
- Les citations ne sont pas en italique mais en corps de texte normal. Elles sont entourées par des guillemets français : « et ».
- Les listes à puces sont à éviter, des paragraphes rédigés étant largement préférés. Les tableaux sont à réserver à la présentation de données structurées (résultats, etc.).
- Les appels de note de bas de page (petits chiffres en exposant, introduits par l'outil «  Source ») sont à placer entre la fin de phrase et le point final[comme ça].
- Les liens internes (vers d'autres articles de Wikipédia) sont à choisir avec parcimonie. Créez des liens vers des articles approfondissant le sujet. Les termes génériques sans rapport avec le sujet sont à éviter, ainsi que les répétitions de liens vers un même terme.
- Les liens externes sont à placer uniquement dans une section « Liens externes », à la fin de l'article. Ces liens sont à choisir avec parcimonie suivant les règles définies. Si un lien sert de source à l'article, son insertion dans le texte est à faire par les notes de bas de page.
- La présentation des références doit suivre les conventions bibliographiques. Il est recommandé d'utiliser les modèles {{Ouvrage}}, {{Chapitre}}, {{Article}}, {{Lien web}} et/ou {{Bibliographie}}. Le mode d'édition visuel peut mettre en forme automatiquement les références.
- Insérer une infobox (cadre d'informations à droite) n'est pas obligatoire pour parachever la mise en page.

Pour une aide détaillée, merci de consulter Aide:Wikification.
Si vous pensez que ces points ont été résolus, vous pouvez retirer ce bandeau et améliorer la mise en forme d'un autre article.
Facundo Freitas Costa (Montevideo, 12 décembre 2002), artistiquement connu sous le nom de Freitas, est un chanteur et compositeur espagnol de reggaeton, de trap et de pop latine.

## Trajectoire
D'origine latine et né en Uruguay, Freitas a déménagé en Espagne alors qu'il n'avait qu'un an, où il a développé sa passion pour la musique. À l'âge de 15 ans, il a décidé d'enquêter davantage sur le sujet et s'est inscrit à un cours de technicien de production musicale et de sonido, où il a commencé à enregistrer ses premières chansons. À l'âge de 17 ans, il publie sa première chanson professionnelle intitulée "Fuego", et après 2 ans dans l'industrie, il annonce la sortie de son premier album musical intitulé 'Fe'. En mars 2022, a été nommé pour les MIN Awards dans les catégories du meilleur artiste émergent, de la chanson de l'année, des meilleures paroles originales, du meilleur clip vidéo et de la meilleure production musicale.
Après avoir commencé sa carrière musicale sous le nom artistique de "Facundo Freitas", l'artiste entame une nouvelle étape en tant que "Freitas".

## Discographie
- 2022 : Fe